# Christopher Colquhoun
Christopher Colquhoun (Carlisle, 10 januari 1970) is een Brits acteur.

## Biografie
Colquhoun heeft het acteren geleerd aan de Royal Academy of Dramatic Art in Bloomsbury. Hij is getrouwd met actrice Martina Laird.
Colquhoun begon in 1995 met acteren in de televisieserie London Bridge, waarna hij nog meerdere rollen speelde in televisieseries en films. Hij is het meest bekend van zijn rol als Simon Kaminski in de televisieserie Casualty (2002-2004). Naast het acteren voor televisie is hij ook actief in het theater, zo speelde hij voor het Royal Shakespeare Company in King Lear en The Merchant of Venice.

## Filmografie

### Films
Uitgezonderd korte films.
- 2017 iBoy - als dr. Bale
- 2013 The Crash - als Jack Grew
- 2007 Oh Happy Day - als Jonathan

### Televisieseries
Uitgezonderd eenmalige gastrollen.
- 2017-2020 Absentia - als agent Crown - 30 afl.
- 2017 Vera - als dr. Anthony Carmichael - 4 afl.
- 2009-2010 Coronation Street - als Matt Davis - 12 afl.
- 2008 The Bill - als Jake Quinn - 2 afl.
- 2002-2004 Casualty - als Simon Kaminski - 95 afl.
- 1999 Silent Witness - als Andy Wright - 2 afl.
- 1997 Gold - als Shaun - 2 afl.
- 1995 London Bridge - als Luke Peters - ? afl.

- International Standard Name Identifier: 0000 0004 6019 680X
- Virtual International Authority File: 6793149416769589730000